# Alles went behalve een vent
Alles went behalve een vent is een boek uit 1989 van de feministe Yvonne Kroonenberg, dat in de jaren 90 van de twintigste eeuw in zoverre furore maakte, dat de titel van dit boek zo goed als een vaste uitdrukking werd. Het boek is een verzameling van cursiefjes en columns. In 2008 verscheen de 28ste druk.
Naar aanleiding van dit boek werd de auteur – meer nog dan door haar twee voorafgaande delen volwassenenliteratuur – een graag geziene gast in allerlei praatprogramma's, waar ze bijvoorbeeld steeds opnieuw uitlegde dat de basis van dit boek weinig met seksisme te maken had. In oktober 2014 kwamen Gerard Cox en Joke Bruijs met een theaterversie geproduceerd door Van Engelenburg Theaterproducties.